# Stalinizacja
Stalinizacja – proces zapoczątkowany w okresie Polskiej Rzeczypospolitej Ludowej (od 1948 roku do 1956 roku) charakteryzujący się wpływem stalinizmu na kształtowanie stosunków społeczno-gospodarczych. W gospodarce przejawiał się kolektywizacją przemysłu i obszarów wiejskich oraz likwidacją prywatnych przedsiębiorstw handlowych, w kulturze – rozwojem kierunku artystycznego nazywanego socrealizem. W życiu publicznym odejściem od systemu wielopartyjnego na rzecz kierowniczej roli partii komunistycznej – Polskiej Zjednoczonej Partii Robotniczej. W stosunkach społecznych był to okres nasilonej cenzury oraz wzmożonej działalności Urzędu Bezpieczeństwa PRL skutkującej dużą liczbą pokazowych procesów sądowych i egzekucji działaczy takich organizacji patriotycznych jak Armia Krajowa.
Procesem przeciwnym do stalinizacji krajów demokracji ludowej była destalinizacja, zapoczątkowana przez Nikitę Chruszczowa odczytaniem tajnego referatu O kulcie jednostki i jego następstwach na zamkniętym posiedzeniu XX Zjazdu KC KPZR w 1956 roku. W Polsce okres ten został określony terminem odwilży gomułkowskiej.